# Route d'Occitanie 2025
La 48e édition de la Route d'Occitanie a lieu du 18 au 21 juin 2025. Elle fait partie de l'UCI Europe Tour 2025 et a été remportée par Nicolas Prodhomme.

## Équipes
| Unknown team category |
|                       |

## Étapes
| Étape | Date | Villes étapes | type | Distance (km) | Vainqueur d'étape | Leader du classement général |
| ----- | ---- | ------------- | ---- | ------------- | ----------------- | ---------------------------- |

### 3eétape
Nicolas Prodhomme prend rapidement une avance lors de la dernière ascension.

### 4eétape
L'équipe Decathlon AG2R se met en tête en fin d'étape pour lancer Andrea Vendrame ; l'équipe Groupama FDJ tente de lancer Cyril Barthe mais celui ci est bloqué le long des barrières et c'est finalement Thibaud Gruel qui gagne l'étape.

## Classements finals

### Classement général final
| \| Classement général \| Classement général \| Classement général \| Classement général \| Classement général \| \| Coureur \| Coureur \| Pays \| Équipe \| Temps \| \| ------------------ \| ------------------ \| ------------------ \| -------------------------- \| ------------------ \| \| 1er \| Nicolas Prodhomme \| France \| Decathlon-AG2R La Mondiale \| 12 h 51 min 54 s \| \| 2e \| Davide Piganzoli \| Italie \| Team Polti VisitMalta \| + 2 min 07 s \| \| 3e \| Steff Cras \| Belgique \| Team TotalEnergies \| + 2 min 27 s \| \| 4e \| Jan Castellon \| Espagne \| Caja Rural-Seguros RGA \| + 3 min 07 s \| \| 5e \| Jesús Herrada \| Espagne \| Cofidis \| + 4 min 17 s \| \| 6e \| Álex Martín \| Espagne \| Team Polti VisitMalta \| + 4 min 32 s \| |                   |          |                            |                  |
| |                   |          |                            |                  |
| |                   |          |                            |                  |
| Classement général |                   |          |                            |                  |
| Coureur | Coureur           | Pays     | Équipe                     | Temps            |
| 1er | Nicolas Prodhomme | France   | Decathlon-AG2R La Mondiale | 12 h 51 min 54 s |
| 2e | Davide Piganzoli  | Italie   | Team Polti VisitMalta      | + 2 min 07 s     |
| 3e | Steff Cras        | Belgique | Team TotalEnergies         | + 2 min 27 s     |
| 4e | Jan Castellon     | Espagne  | Caja Rural-Seguros RGA     | + 3 min 07 s     |
| 5e | Jesús Herrada     | Espagne  | Cofidis                    | + 4 min 17 s     |
| 6e | Álex Martín       | Espagne  | Team Polti VisitMalta      | + 4 min 32 s     |

### Classements annexes finals
| Classement par points | Classement par points | Classement par points | Classement par points | Classement par points |
| Coureur               | Coureur               | Pays                  | Équipe                | Points                |
| --------------------- | --------------------- | --------------------- | --------------------- | --------------------- |

| Classement par points | Classement par points | Classement par points | Classement par points | Classement par points |
| Coureur               | Coureur               | Pays                  | Équipe                | Points                |
| --------------------- | --------------------- | --------------------- | --------------------- | --------------------- |

| Classement de la montagne | Classement de la montagne | Classement de la montagne | Classement de la montagne | Classement de la montagne |
| Coureur                   | Coureur                   | Pays                      | Équipe                    | Points                    |
| ------------------------- | ------------------------- | ------------------------- | ------------------------- | ------------------------- |

| Classement de la montagne | Classement de la montagne | Classement de la montagne | Classement de la montagne | Classement de la montagne |
| Coureur                   | Coureur                   | Pays                      | Équipe                    | Points                    |
| ------------------------- | ------------------------- | ------------------------- | ------------------------- | ------------------------- |

| Classement du meilleur jeune | Classement du meilleur jeune | Classement du meilleur jeune | Classement du meilleur jeune | Classement du meilleur jeune |
| Coureur                      | Coureur                      | Pays                         | Équipe                       | Temps                        |
| ---------------------------- | ---------------------------- | ---------------------------- | ---------------------------- | ---------------------------- |

| Classement du meilleur jeune | Classement du meilleur jeune | Classement du meilleur jeune | Classement du meilleur jeune | Classement du meilleur jeune |
| Coureur                      | Coureur                      | Pays                         | Équipe                       | Temps                        |
| ---------------------------- | ---------------------------- | ---------------------------- | ---------------------------- | ---------------------------- |

| Classement par équipes | Classement par équipes | Classement par équipes | Classement par équipes |
| Équipe                 | Équipe                 | Pays                   | Temps                  |
| ---------------------- | ---------------------- | ---------------------- | ---------------------- |

| Classement par équipes | Classement par équipes | Classement par équipes | Classement par équipes |
| Équipe                 | Équipe                 | Pays                   | Temps                  |
| ---------------------- | ---------------------- | ---------------------- | ---------------------- |

## Classement UCI
La course attribue des points au Classement mondial UCI 2025 selon le barème suivant.
| Position           | 1er | 2e | 3e | 4e | 5e | 6e | 7e | 8e | 9e | 10e | 11e | 12e | 13e à 15e | 16e à 25e |
| Classement général | 125 | 85 | 70 | 60 | 50 | 40 | 35 | 30 | 25 | 20  | 15  | 10  | 5         | 3         |
| Par étape          | 14  | 5  | 3  |    |    |    |    |    |    |     |     |     |           |           |
| Leader, par étape  | 3   |    |    |    |    |    |    |    |    |     |     |     |           |           |

## Évolution des classements
| Étape              | Vainqueur           | Classement général | Classement par points | Classement de la montagne | Classement du meilleur jeune | Classement par équipes |
| ------------------ | ------------------- | ------------------ | --------------------- | ------------------------- | ---------------------------- | ---------------------- |
| 1                  | Raúl García Pierna  | Raúl García Pierna | Raúl García Pierna    | Raúl García Pierna        | Raúl García Pierna           | Arkéa-B&B Hotels       |
| 2                  | Marijn van den Berg | Raúl García Pierna | Dorian Godon          | Lenaïc Langella           | Raúl García Pierna           | Arkéa-B&B Hotels       |
| 3                  | Nicolas Prodhomme   | Nicolas Prodhomme  | Dorian Godon          | Davide Piganzoli          | Davide Piganzoli             | Polti VisitMalta       |
| 4                  | Thibaud Gruel       | Nicolas Prodhomme  | Cyril Barthe          | Mikel Bizkarra            | Davide Piganzoli             | Polti VisitMalta       |
| Classements finals | Classements finals  | Nicolas Prodhomme  | Cyril Barthe          | Mikel Bizkarra            | Davide Piganzoli             | Polti VisitMalta       |